# 라이페이스

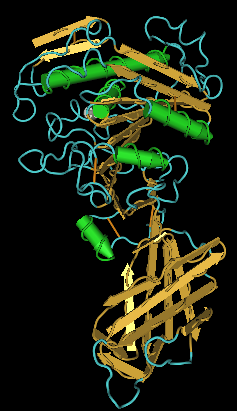
라이페이스 분자 구조

라이페이스(영어: lipase) 또는 리파아제는 지방을 분해하여 지방산과 모노글리세리드으로 분해하는 효소이다. 지질가수분해효소(脂質加水分解酵素), 지질분해효소(脂質分解酵素)라고도 한다.
동물의 이자액에 많이 있고, 식물에서는 아주까리 종자에 많이 들어 있다. 주로 동물의 소화 효소로서 작용하며 각종 소화액에 분비되고 각종 조직 및 피에도 있으나 그 외의 생물에도 있다.

## 성질
라이페이스의 성질은 구성하는 물질의 종류에 따라 다른데 특히, 효소로서의 화학적 성질은 기질이 되는 중성 지방에 따라 다르다. 이러한 이유로 인해, 동물성 라이페이스는 염기성인 반면, 식물성 라이페이스는 산성이다. 이자액 속의 라이페이스는 열에 약하지만, 아주까리에 있는 라이페이스는 열에 안정하다.

## 결핍증
이자에서 분비되는 리파아제의 양이 부족하면 낭성 섬유화, 크론씨병 등에 걸릴 수 있다.

## 트리아실글리세롤
트리아실글리세롤(TG)에 작용하는 라이페이스는 ATGL(adipose triglyceride lipase),HSL(hormone-sensitive lipase),MGL(monoglycerol lipase)이 있다. 이들은 TG를 DG로 그리고 DG를 MG로 쪼개어 분해하는 라이페이스 효소들이다. 마지막 MGL에 의해서 최종 결과물로 글리세롤이 생성되면 이것은 간에서 해당과정(glucolysis)에 들어갈수있는 포도당의 전구물질로 전환될수있다.

## 기타
담즙산염은 간에서 생성되어 쓸개에 저장되었다가 소화관으로 분비되는 지방의 물리적 분해를 돕는 물질로서 지방 자체의 표면적을 늘려 라이페이스의 화학적 지방 분해 작용 촉진을 유도한다.

## 같이 보기
- 지방산 대사
- 지방
- 이자액
- 담즙산염

1. ↑  “리파아제”. 2025년 5월 8일에 확인함.